# Bohuslav z Pardubic
Bohuslav z Pardubic († 9. prosince 1358) byl 20. proboštem litoměřické kapituly sv. Štěpána v letech 1347–1358.

## Rodové souvislosti
Byl příslušníkem rodu pánů z Pardubic, který lze dosledovat až od let 1266–1269, kdy zemský sudí Držislav z Hostyně v letech 1327–1341 držel obec Starou (později zvanou Staré Hrady) u Libáně (litoměřická diecéze) a hrad Vízmburk u Pardubic.
Arnošt z Hostyně († 1342) byl i určitý čas královským purkrabím v Kladsku, před rokem 1300 přesídlil do Hostyně a začal kupovat další statky. Panství Hostyně užíval také jeho bratr Jetřich (zemřel v roce 1341), jehož vnuk, opět Jetřich, se stal roku 1360 vyšehradským proboštem.
Arnošt z Hostyně měl manželku Adličku, s níž měl čtyři syny. Nejstarší byl Arnošt z Pardubic, pozdější první pražský arcibiskup.
Druhým synem Arnošta z Hostyně byl Bohuslav, řečený v pramenech též. Bohuš - budoucí 20. probošt litoměřický. Bohuslav z Pardubic, bratr arcibiskupa Arnošta, byl roku 1343 jmenován v Praze kanovníkem, později byl děkanem kapituly v Sadské, roku 1348 kanovníkem ve Vratislavi ve Slezsku a týž rok i kanovníkem magdeburským. Ještě roku 1356 byl jmenován kanovníkem v Olomouci.
Pardubice držel třetí syn Smil (1340–1357) a nejmladší Vilém († 1389/90) měl Kozí, Starou (Staré Hrady) u Libáně, dále Pardubice a Rychmburk v letech 1350–1390.

## Funkce litoměřického probošta
Listina císaře Karla IV. z 25. listopadu 1347 potvrzuje Bohuslava z Pardubic proboštem litoměřickým. Nelze přehlédnout velkou přízeň, kterou poskytoval arcibiskup Arnošt z Pardubic litoměřickému proboštství po všech stránkách, duchovní, právní, ekonomické, včetně štědrosti při budování nového kapitulního chrámu. Nechal vybavit celý kapitulní areál a obklopit jej novými hradbami. Stav kapitulního chrámu svatého Štěpána v Litoměřicích byl velice špatný. Král Karel IV. vydal 1. července 1348 listinu, aby byl v Litoměřicích vybudován nový gotický kostel i proboštství a všechny objekty měly být obehnány hradbou. Uvedené stavby byly zřizovány sbírkami mezi věřícími doma i v zahraničí. Sbírky ze zahraniční byly z církevních provincií Salburg, Magdeburg a z polské církevní provincie v Hnězdně. Jak bratr probošta Arnošt z Pardubic, arcibiskup, tak i papež Klement VI. sami ke sbírkám pro stavby přispěli roku 1350 (za odpustky čtyřicet dnů v jednom roce po dobu deseti let a tytéž odpustky i arcibiskup Arnošt). Sbírky byly nezbytné, protože stavby zejména kostela a proboštství byly velice nákladné. O novém chrámu jsou zachovány podrobnější dokumenty, ale o novém proboštství se nezachovaly žádné. Stavba trvala téměř šest let.

## Spor s městem Litoměřice
Při stavění zdí kolem uvedených objektů vznikly spory s městem, které dospěly až k soudnímu jednání. Císař Karel IV. vzal litoměřické proboštství v osobní ochranu, jak dosvědčují listiny z letech 1347–1355. Roku 1347 nařídil císař královským úředníkům, aby již dříve určené peněžní sbírky byly řádně zasílány. V projednání sporů byli zvláštním dekretem z 25. června 1348 jmenováni jako rozhodčí probošt Všech sv. v Praze, člen pražské městské rady Jakub Jechlinus. Měli vyslechnout obě sporné strany podle práva a zákonů bez ohledu na strany. Téhož roku 1348 vydal císař rozkaz, aby poddaní kapituly nebyli předvoláváni před soud v městě Litoměřicích. Jak vidno, byly to časy plné řady problémů – soudních sporů, finančních a jiných těžkostí, které postupně vznikly a musely být projednány, například spor o proboštskou krčmu. Již roku 1348 dal císař příkaz, že kapitulní poddaní v předměstích a Zásadě, Polabí a v obci Křešice nesmějí být poškozováni tím, že město využívalo pastviny zvané Blahodule, dále se nesmí těmto poddaným, ať jako kupujícím, či prodávajícím, bránit v návštěvě městských trhů. Poddaní nemohou být předvoláváni před městský soud ani si od nich nesmí vyžadovat městské poplatky.

## Zřízení druhé kapitulní dignity
Pravomoc probošta Bohuslava z Pardubic byla podstatně posílena tím, že císař Karel IV. prostřednictvím arcibiskupa Arnošta z Pardubic zřídil při litoměřické kolegiátní kapitule funkci druhé dignity kapitulního děkana v roce 1349. Významné bylo i císařské rozhodnutí, aby probošti z Litoměřic, Mělníka a Staré Boleslavi byli inkorporováni do pražské metropolitní kapituly. Císař proto založil pro uvedené probošty tři kanonikáty. Po jmenování těchto tří metropolitních kanovníků mají tito ve svých vlastních kapitulách pečovat o důstojné slavnosti kapitul, zvláště při bohoslužbách v litoměřickém chrámu sv. Štěpána, které mají být i častěji.
Při prvním zasedání kapituly po uvedených změnách se 3. října 1355 zúčastnili nejen všichni kapituláři, ale i sám císař Karel IV. i arcibiskup Arnošt z Pardubic. K finančnímu zlepšení věnoval Karel IV. litoměřické kapitule obec Sedliště (farnost Libáň), která měla odevzdávat ročně jako daň 10 kop grošů, a obec Píšťany (fara Libochovany), která měla odvádět 34 kop.
Podle příkladu pražské dómské kapituly měli uvedení tři probošti – litoměřický, staroboleslavský a mělnický – stejná práva a povinnosti jako členové dómské kapituly. Museli však mít vlastního zvoleného zástupce, kterého hradili z daní obcí Křemenice na Boleslavsku a Vačice v Hradecku. Pročež probošt litoměřický místo z uvedených obcí dostával financí z obcí Zlatníky a Hodkovice nad Mohelkou. Současně bylo potvrzeno, že patronáty proboštství spojené s pražským kanovníkem zůstávají pro probošta litoměřického v platnosti.
Pro proboštský kostel sv. Štěpána získal probošt Bohuslav cennou relikvii sv. Lukáše, jak uvádí darovací listina z roku 1355, potvrzená Karlem IV. Bohuslav z Pardubic založil a dal zřídit v katedrále sv. Víta obročí (beneficium) v chóru oltáře sv. Anny a sv. Hedviky s povinností, že jmenovaný oltářník bude odvádět klášteru klarisek na Starém Městě pražském 20 kop grošů. Bohuslav z Pardubic patři mezi nejvýznamnější probošty litoměřické kapituly. Zemřel 9. prosince 1358 v pověsti svatosti, nebo jak uvádějí kronikáři: „vysoké osobní dokonalosti“.